# 35233 Krčín
35233 Krčín este un asteroid din centura principală, descoperit pe 26 mai 1995, de Jana Tichá și Miloš Tichý.